# Viv Busby
Viv Busby (Slough, Inglaterra; 19 de junio de 1949-8 de mayo de 2024) fue un futbolista y entrenador de fútbol inglés que jugó en la posición de delantero centro.

## Carrera

### Jugador
| Club                      | Temporada        | Liga             | Liga        | Liga  | FA Cup      | FA Cup | League Cup  | League Cup | Otros       | Otros | Total       | Total |
| Club                      | Temporada        | División         | Apariciones | Goles | Apariciones | Goles  | Apariciones | Goles      | Apariciones | Goles | Apariciones | Goles |
| ------------------------- | ---------------- | ---------------- | ----------- | ----- | ----------- | ------ | ----------- | ---------- | ----------- | ----- | ----------- | ----- |
| Wycombe Wanderers         | 1966–67          | Isthmian League  | 12          | 5     | 0           | 0      | 0           | 0          | 0           | 0     | 12          | 5     |
| Wycombe Wanderers         | 1967–68          | Isthmian League  | 16          | 8     | 0           | 0      | 0           | 0          | 0           | 0     | 16          | 8     |
| Wycombe Wanderers         | 1968–69          | Isthmian League  | 15          | 4     | 0           | 0      | 0           | 0          | 0           | 0     | 15          | 4     |
| Wycombe Wanderers         | 1969–70          | Isthmian League  | 7           | 2     | 0           | 0      | 0           | 0          | 0           | 0     | 7           | 2     |
| Wycombe Wanderers         | Total            | Total            | 50          | 19    | 0           | 0      | 0           | 0          | 0           | 0     | 50          | 19    |
| Luton Town                | 1969–70          | Third Division   | 9           | 4     | 0           | 0      | 0           | 0          | 0           | 0     | 9           | 4     |
| Luton Town                | 1970–71          | Second Division  | 27          | 8     | 0           | 0      | 1           | 0          | 0           | 0     | 28          | 8     |
| Luton Town                | 1971–72          | Second Division  | 20          | 2     | 0           | 0      | 1           | 0          | 1           | 0     | 22          | 2     |
| Luton Town                | 1972–73          | Second Division  | 21          | 2     | 1           | 0      | 3           | 0          | 2           | 0     | 27          | 2     |
| Luton Town                | Total            | Total            | 77          | 16    | 1           | 0      | 5           | 0          | 3           | 0     | 86          | 16    |
| Newcastle United (cedido) | 1971–72          | First Division   | 4           | 2     | 1           | 0      | 0           | 0          | 0           | 0     | 5           | 2     |
| Fulham                    | 1973–74          | Second Division  | 38          | 12    | 2           | 0      | 2           | 0          | 0           | 0     | 42          | 12    |
| Fulham                    | 1974–75          | Second Division  | 38          | 11    | 12          | 6      | 3           | 1          | 0           | 0     | 54          | 18    |
| Fulham                    | 1975–76          | Second Division  | 37          | 6     | 1           | 1      | 3           | 0          | 9           | 1     | 50          | 8     |
| Fulham                    | 1976–77          | Second Division  | 5           | 0     | 0           | 0      | 2           | 0          | 3           | 0     | 10          | 0     |
| Fulham                    | Total            | Total            | 118         | 29    | 15          | 7      | 10          | 1          | 12          | 1     | 155         | 38    |
| Norwich City              | 1976–77          | First Division   | 17          | 11    | 1           | 0      | 0           | 0          | 0           | 0     | 18          | 11    |
| Norwich City              | 1977–78          | First Division   | 5           | 0     | 0           | 0      | 0           | 0          | 3           | 0     | 8           | 0     |
| Norwich City              | Total            | Total            | 22          | 11    | 1           | 0      | 0           | 0          | 3           | 0     | 26          | 11    |
| Stoke City                | 1977–78          | Second Division  | 22          | 3     | 2           | 1      | 0           | 0          | 0           | 0     | 24          | 4     |
| Stoke City                | 1978–79          | Second Division  | 18          | 6     | 1           | 0      | 3           | 1          | 0           | 0     | 22          | 7     |
| Stoke City                | 1979–80          | First Division   | 10          | 1     | 0           | 0      | 4           | 0          | 0           | 0     | 14          | 1     |
| Stoke City                | Total            | Total            | 50          | 10    | 3           | 1      | 7           | 1          | 0           | 0     | 60          | 12    |
| Sheffield United (cedido) | 1979–80          | Third Division   | 3           | 1     | 0           | 0      | 0           | 0          | 0           | 0     | 3           | 1     |
| Tulsa Roughnecks          | 1980             | NASL             | 19          | 1     | —           | —      | —           | —          | —           | —     | 19          | 1     |
| Blackburn Rovers          | 1980–81          | Second Division  | 8           | 1     | 0           | 0      | 0           | 0          | 0           | 0     | 8           | 1     |
| York City                 | 1982–83          | Fourth Division  | 16          | 4     | 0           | 0      | 0           | 0          | 0           | 0     | 16          | 4     |
| York City                 | 1983–84          | Fourth Division  | 3           | 0     | 2           | 0      | 0           | 0          | 0           | 0     | 5           | 0     |
| York City                 | Total            | Total            | 19          | 4     | 2           | 0      | 0           | 0          | 0           | 0     | 21          | 4     |
| Total de carrera          | Total de carrera | Total de carrera | 370         | 94    | 21          | 8      | 22          | 2          | 18          | 1     | 431         | 105   |

### Entrenador
| Club              | Inicio                 | Fin                     | Récord | Récord | Récord | Récord | Récord | Ref         |
| Club              | Inicio                 | Fin                     | P      | G      | E      | P      | %      | Ref         |
| ----------------- | ---------------------- | ----------------------- | ------ | ------ | ------ | ------ | ------ | ----------- |
| Hartlepool United | 15 de febrero de 1993  | 24 de noviembre de 1993 | 40     | 9      | 9      | 22     | 22.5   | [ 4 ]       |
| York City         | 8 de noviembre de 2004 | 10 de febrero de 2005   | 14     | 4      | 2      | 8      | 28.6   | [ 5 ] [ 4 ] |
| Total             | Total                  | Total                   | 54     | 13     | 11     | 30     | 24.1   | —           |

## Logros
- Football League Fourth Division: 1983-84